# ダンカン・レガー
ダンカン・レガー（Duncan Regehr、1952年10月5日 - ）は、カナダの俳優。

## 出演作品
- 女子高生ミステリー・ナイト
- フライング・ヴァイラス
- クロコダイル
- ジェシカおばさんの事件簿／寒い国から来た標的
- スタートレック:ディープ・スペース・ナイン（シャカール・アドン）
- 新スタートレック シーズン7 #166 「愛の亡霊」（ロニン）
- ファストトラック
- ダニエル・スティール／ある愛のかたち
- 昏睡
- ザ・バンカー／薔薇の殺意
- スペース・ボイジャー
- ドラキュリアン
- ゴライアス号の奇跡